# City of Denver (Zug)

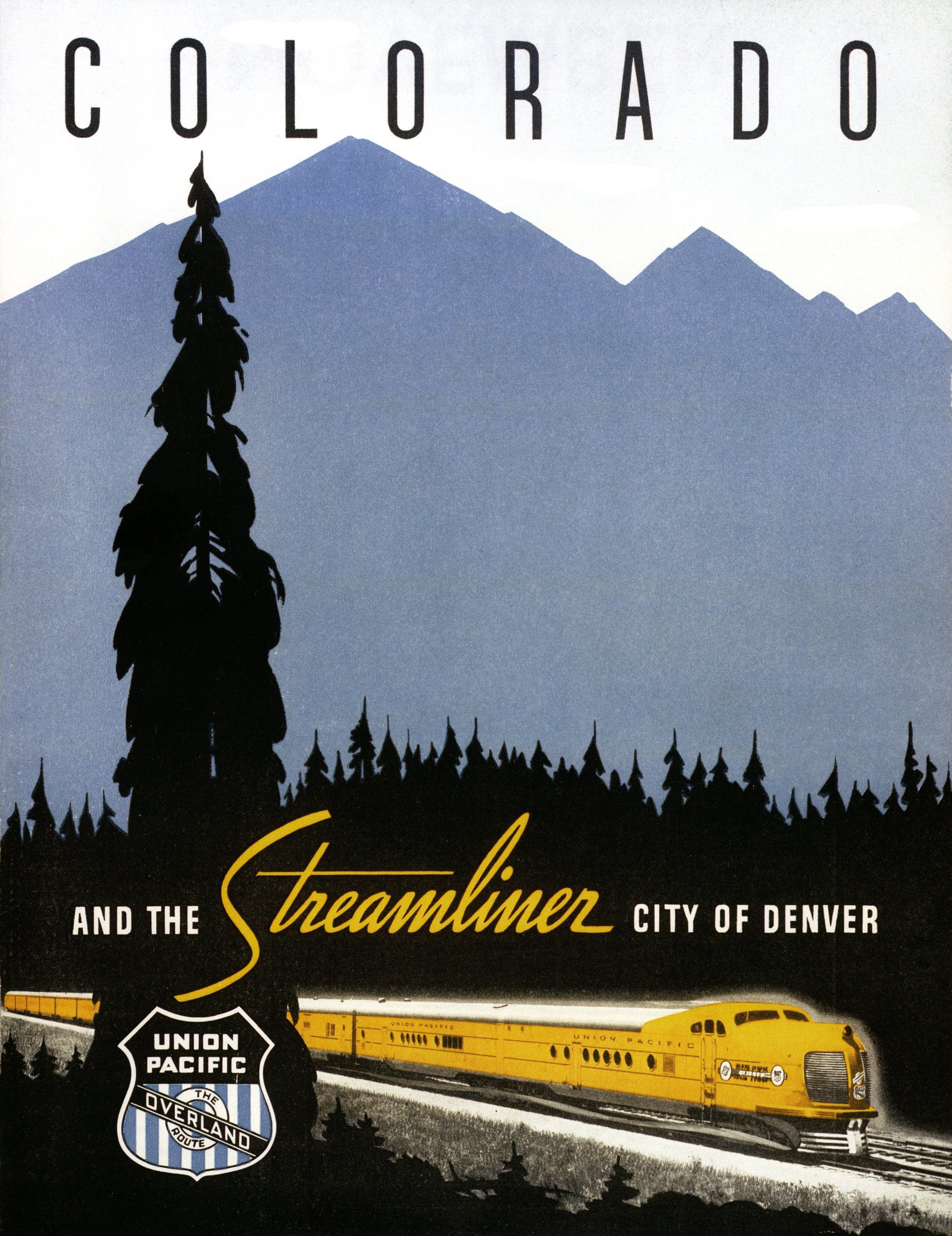
Werbeplakat der Union Pacific von 1936 für den City of Denver mit dem stilisierten Triebkopf vom Typ M-10003 bis M-10006

Der City of Denver war ein von 1936 bis 1971 durch die Union Pacific in Kooperation mit der Chicago & North Western (ab 1955 mit der Milwaukee Road) betriebener luxuriöser Nacht-Reisezug zwischen Denver in Colorado und Chicago. Der westwärts fahrende Zug lief unter Nr. 111, während Zug-Nr. 112 in Richtung Osten verkehrte. Um 1940 galt der „City of Denver“ mit 118,9 km/h Durchschnittsgeschwindigkeit als der weltweit schnellste planmäßige Fernzug auf einer 1.000 Meilen-Distanz.

## Geschichte
Kurz nachdem „City of Los Angeles“ und „City of San Francisco“ ihren Betrieb nach Kalifornien aufgenommen hatten, startete am 18. Juni 1936 mit den beiden Triebzügen M-10005 und M-10006 und der Betriebsreserve M-10003 die fünfte Union Pacific-Stromlinienzugverbindung als „City of Denver“ den Nachtzugdienst auf der 1.688 km langen Strecke von Chicago nach Denver und verkürzte die bisherigen Fahrzeiten um 11 ¾ Stunden auf 16 Stunden.
Mit seiner Einführung trat der „City of Denver“ in den Wettbewerb zu den „Denver Zephyr“-Schnelltriebzügen der konkurrierenden Burlington Route, die bereits am 31. Mai 1936 den Verkehr auf der mit 1.664 km geringfügig kürzeren Strecke aufgenommen hatten und ihre eigene Übernachtverbindung in 16 bzw. 16 ½ Stunden anboten.
1939 wechselte der typengleiche M-10004-Triebkopf nach dem Einsatz beim „City of San Francisco“ und „City of Los Angeles“ in den „City of Denver“-Dienst. Unter Einbeziehung von Maschinenteilen des ausgemusterten M-10001 werden die Triebfahrzeuge zu den fortan jeweils dreiteiligen Antriebseinheiten CD-05, CD-06 und CD-07 neu zusammengestellt.
Nachdem bis 1947 der Wettbewerb zwischen „Denver Zephyr“ und „City of Denver“ die Fahrpläne auf bis zu 15 Stunden und 35 Minuten gesenkt hatte, verhängte die Interstate Commerce Commission (ICC) als Eisenbahn-Aufsichtsbehörde auf allen Strecken ohne automatische Zugsicherung eine Geschwindigkeitsbeschränkung von 128,7 km/h (80 mph). Damit endete auf der 901 km langen UP-Strecke zwischen Omaha und Denver einer der anspruchsvollsten amerikanischen Fernzugfahrpläne der 1940er Jahre.
Bis Januar 1953 schieden die 1936 gebauten Triebköpfe endgültig aus dem Dienst und Lokomotiven der Reihe E8 übernahmen die Beförderung des „City of Denver“. Ab 30. Oktober 1955 ging der Verkehr östlich von Omaha von der C&NW auf die Milwaukee Road über.
Am 14. Dezember 1961 ereignete sich der schwerste Verkehrsunfall in Colorado, als der „City of Denver“ auf einem Bahnübergang in Auburn mit einem Schulbus zusammenstieß und 20 Kinder getötet wurden.
Mit Übergang des Personenzugverkehrs auf Amtrak endete am 1. Mai 1971 der Betrieb des „City of Denver“.

## Bildergalerie

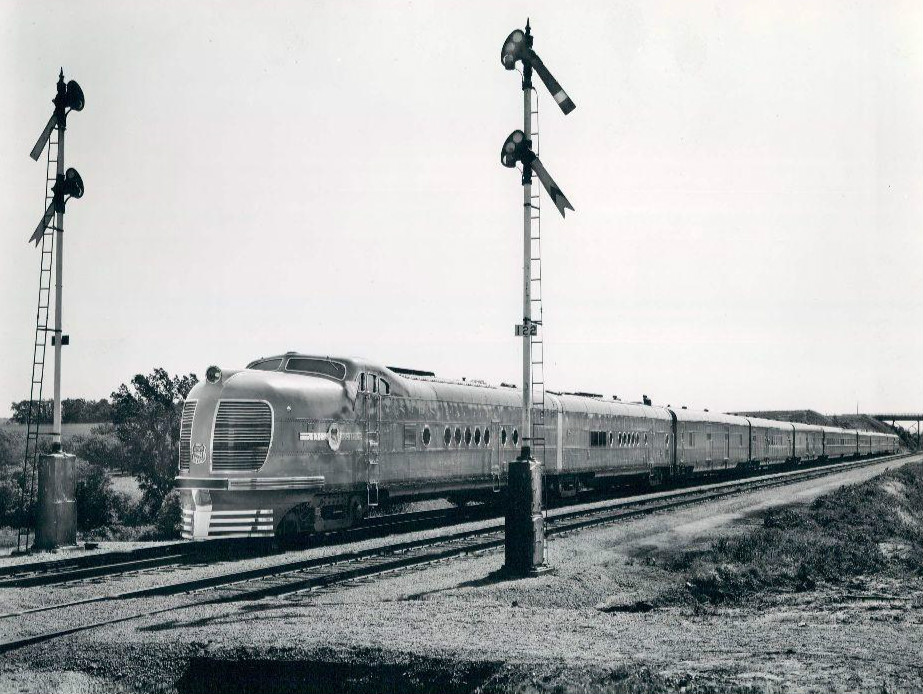
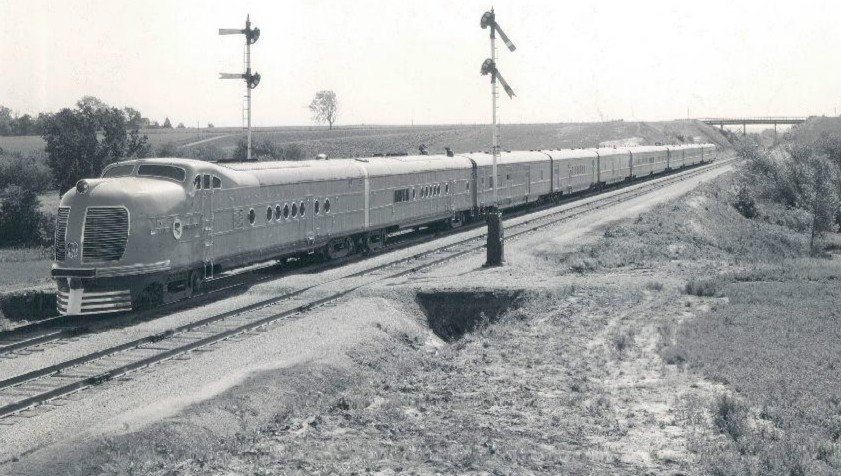
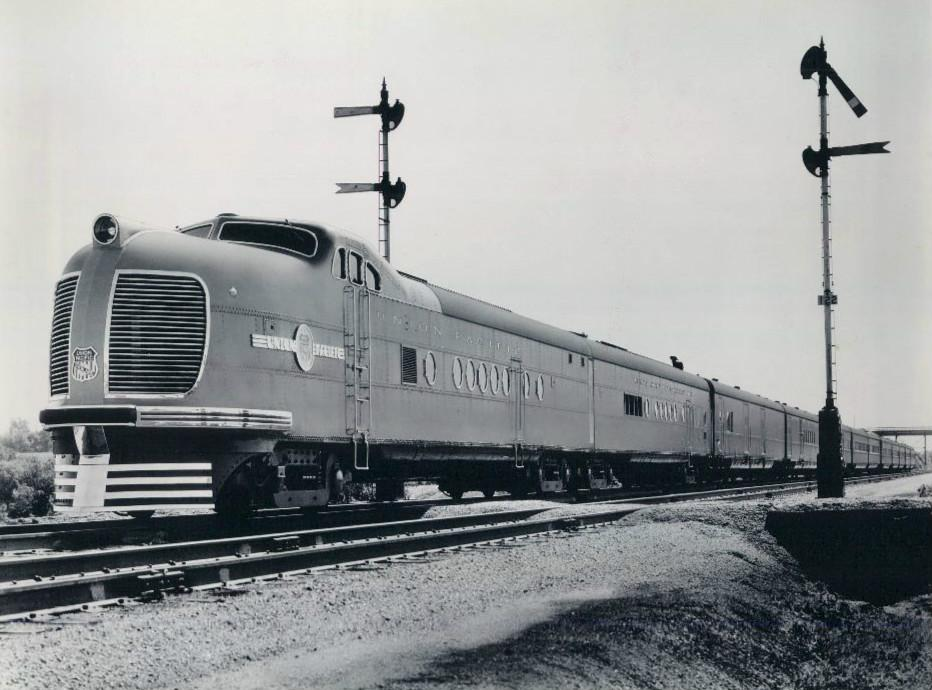
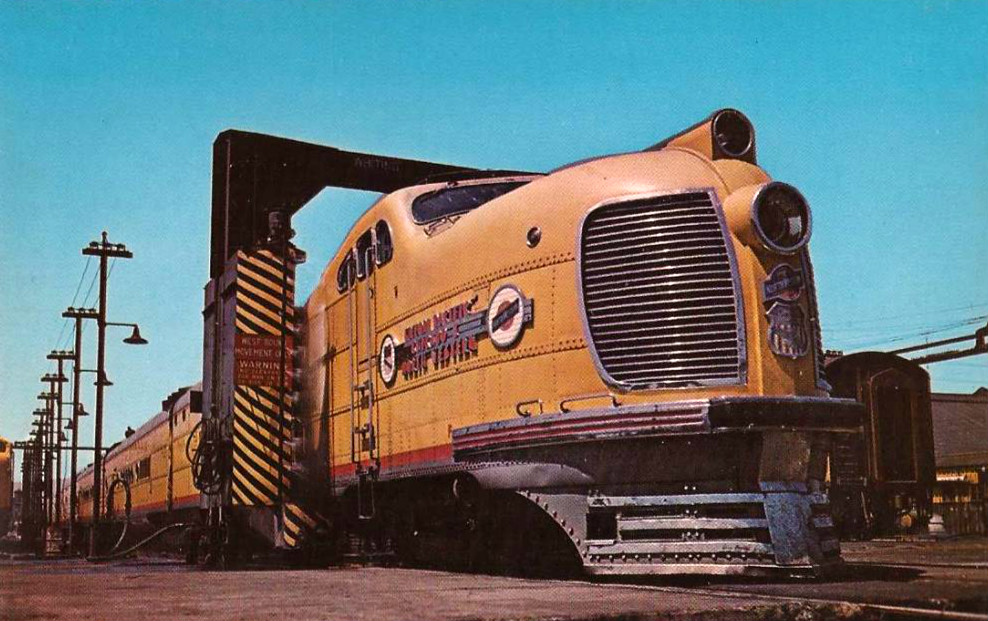
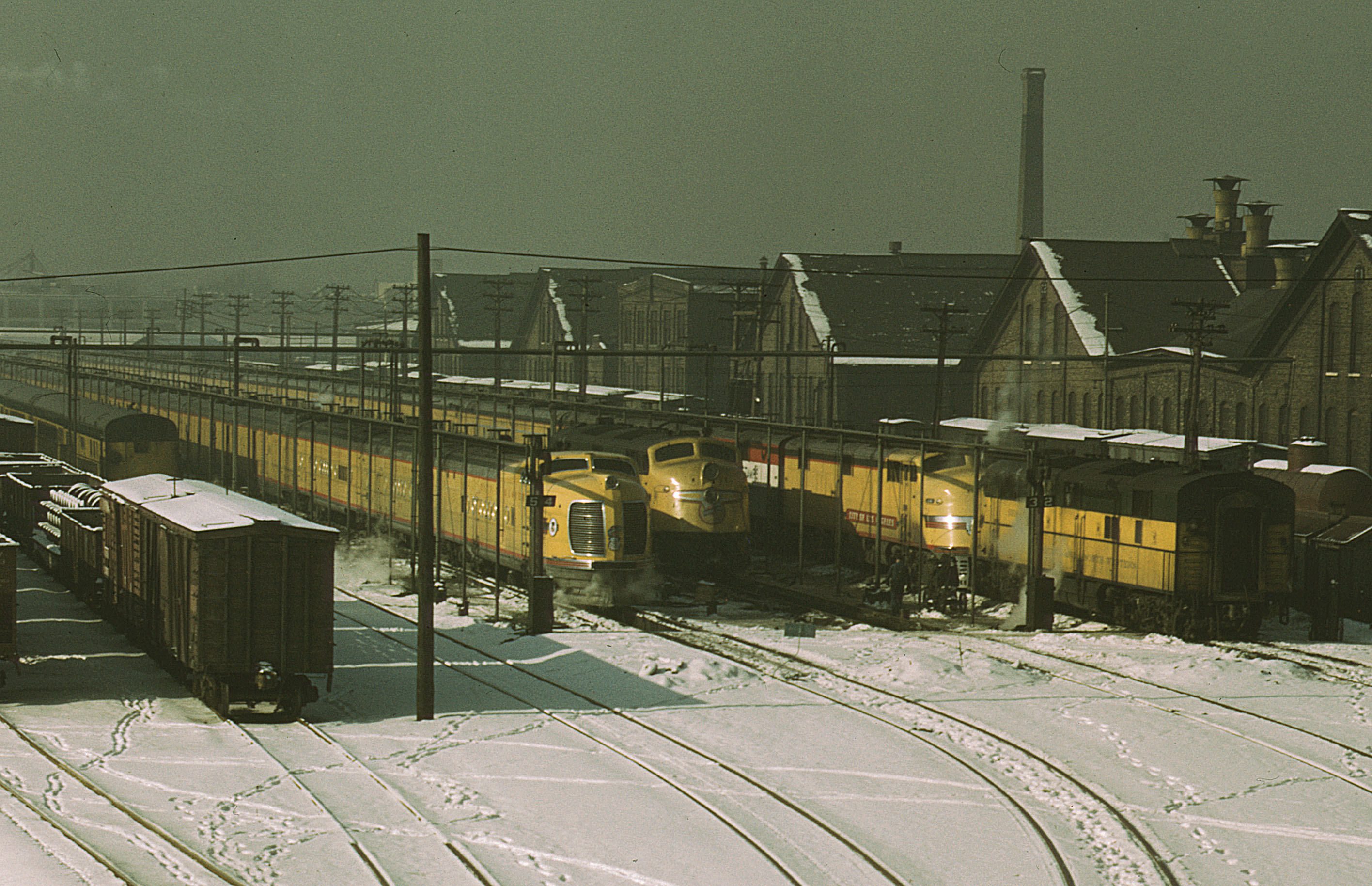